# Daniel Boone (Sänger)
Daniel Boone (eigentlich Peter Green; * 31. Juli 1942 in Birmingham; † 27. Januar 2023 in Paignton) war ein britischer Sänger, der unter dem 1958 angenommenen Künstlernamen Peter Lee Stirling von 1963 bis 1970 zahlreiche Singles veröffentlichte. 1971 wählte er einen neuen Künstlernamen nach dem amerikanischen Pionier Daniel Boone und hatte in der ersten Hälfte der 1970er Jahre einige internationale Single-Erfolge.

## Leben und Wirken
Boones größte Hits beim Plattenlabel Penny Farthing waren Daddy Don’t You Walk so Fast (1971) und Beautiful Sunday, das 1972 ein Nummer-eins-Hit in Deutschland war. Mit Annabelle (1972), Sunshine Lover (1973) und Skydiver (1973) folgten noch drei kleinere Hits in den deutschen Charts.
Als Komponist und Produzent betreute Boone 1973 das Kinderduo „The James Boys“, die mit seinem Titel Over and Over einen Achtungserfolg in einigen europäischen Hitparaden landen konnten.

## Diskografie

### Alben
| Jahr | Titel            | Höchstplatzierung, Gesamtwochen, AuszeichnungChartplatzierungen (Jahr, Titel, Platzierungen, Wochen, Auszeichnungen, Anmerkungen) | Höchstplatzierung, Gesamtwochen, AuszeichnungChartplatzierungen (Jahr, Titel, Platzierungen, Wochen, Auszeichnungen, Anmerkungen) | Höchstplatzierung, Gesamtwochen, AuszeichnungChartplatzierungen (Jahr, Titel, Platzierungen, Wochen, Auszeichnungen, Anmerkungen) | Höchstplatzierung, Gesamtwochen, AuszeichnungChartplatzierungen (Jahr, Titel, Platzierungen, Wochen, Auszeichnungen, Anmerkungen) | Höchstplatzierung, Gesamtwochen, AuszeichnungChartplatzierungen (Jahr, Titel, Platzierungen, Wochen, Auszeichnungen, Anmerkungen) | Anmerkungen |
| Jahr | Titel            | DE | AT | CH | UK | US | Anmerkungen |
| ---- | ---------------- | --- | --- | --- | --- | --- | ----------- |
| 1972 | Beautiful Sunday | — | — | — | — | US142 (9 Wo.)US |             |

grau schraffiert: keine Chartdaten aus diesem Jahr verfügbar
Weitere Alben
- 1971: Daddy Don’t You Walk so Fast
- 1973: Export Only
- 1973: Sunshine Lover
- 1973: With Love from Daniel Boone
- 1974: Beautiful Sunday
- 1975: Run Tell the People
- 1985: I’m Only Looking

### Kompilationen
- 1976: Beautiful Sunday
- 1996: The Very Best Of
- 1999: Beautiful Sunday

### Singles
| Jahr | Titel Album                      | Höchstplatzierung, Gesamtwochen, AuszeichnungChartplatzierungen (Jahr, Titel, Album, Platzierungen, Wochen, Auszeichnungen, Anmerkungen) | Höchstplatzierung, Gesamtwochen, AuszeichnungChartplatzierungen (Jahr, Titel, Album, Platzierungen, Wochen, Auszeichnungen, Anmerkungen) | Höchstplatzierung, Gesamtwochen, AuszeichnungChartplatzierungen (Jahr, Titel, Album, Platzierungen, Wochen, Auszeichnungen, Anmerkungen) | Höchstplatzierung, Gesamtwochen, AuszeichnungChartplatzierungen (Jahr, Titel, Album, Platzierungen, Wochen, Auszeichnungen, Anmerkungen) | Höchstplatzierung, Gesamtwochen, AuszeichnungChartplatzierungen (Jahr, Titel, Album, Platzierungen, Wochen, Auszeichnungen, Anmerkungen) | Anmerkungen                                                |
| Jahr | Titel Album                      | DE | AT | CH | UK | US | Anmerkungen                                                |
| ---- | -------------------------------- | --- | --- | --- | --- | --- | ---------------------------------------------------------- |
| 1971 | Daddy Don’t You Walk so Fast     | — | — | — | UK17 (15 Wo.)UK | — | Erstveröffentlichung: 27. August 1971                      |
| 1972 | Beautiful Sunday                 | DE1 Gold · (23 Wo.)DE | — | CH2 (13 Wo.)CH | UK21 (10 Wo.)UK | US15 (20 Wo.)US | Erstveröffentlichung: 25. Februar 1972 Verkäufe: + 500.000 |
| 1972 | Annabelle Beautiful Sunday       | DE16 (13 Wo.)DE | — | — | — | US86 (5 Wo.)US | Erstveröffentlichung: 30. Juli 1972                        |
| 1973 | Sunshine Lover Beautiful Sunday  | DE36 (7 Wo.)DE | AT6 (12 Wo.)AT | — | — | — | Erstveröffentlichung: 5. Februar 1973                      |
| 1973 | Skydiver Beautiful Sunday (1974) | DE30 (10 Wo.)DE | AT20 (4 Wo.)AT | — | — | — | Erstveröffentlichung: 31. August 1973                      |
| 1975 | Run Tell the People              | — | — | — | — | US93 (3 Wo.)US |                                                            |

grau schraffiert: keine Chartdaten aus diesem Jahr verfügbar
Weitere Singles
| - 1963: My Heart Commands Me (als Lee Stirling) - 1963: I Could If I Wanted To (als Lee Stirling with the Bruisers) - 1964: Sad, Lonely and Blue (als Peter Lee Stirling with the Bruisers) - 1964: Everything Will Be Alright (als Peter Lee Stirling with the Bruisers) - 1966: The Sweet and Tender Hold of Your Love (als Peter Lee Stirling) - 1966: And I’m Crying Again (als Don and Pete) - 1966: Oh What a Fool (als Peter Lee Stirling) - 1967: You Don’t Live Twice (als Peter Lee Stirling) - 1967: Goodbye Thimble Mill Lane (als Peter Lee Stirling) - 1969: Big Sam (als Peter Lee Stirling) - 1970: Goodbye Summer Girl (als Peter Lee Stirling) - 1971: Mamma (Did You Really Think We’d Leave You All Alone) - 1973: Rock and Roll Bum - 1974: Annie the Dancer (als Dan’s Band) - 1973: Sunshine Lady | - 1974: Love Spell - 1974: Sunshine City - 1975: I Think of You - 1975: Singing Backing Vocal with a Rock’n’Roll Band - 1975: Running Around with the Boys Again - 1976: Overland Gambling Train (Daniel Boone’s Boogie Band) - 1976: At the Third Stroke - 1977: Bewitched - 1978: I’m Glad I Found I Don’t Need You - 1978: Round and Round - 1980: Earthquake, Landslide, Hurricane (als Lee Stirling) - 1980: I’ve Really Got You (mit Lelly Boone) - 1981: Street Fighters - 1981: I’m Only Looking - 1986: Bring It Back Celtics (als Peter Lee) |